# Brug 1631
Brug 1631 is een voormalig kunstwerk in Amsterdam-Zuid.
Het kunstwerk werd aangelegd in de late jaren zeventig naar een ontwerp van Rijkswaterstaat. Het bouwwerk was ontworpen als metrotunnel in het traject van Station Amsterdam Zuid richting Buitenveldertselaan. Normaliter werden dergelijke kunstwerken ontworpen door de Dienst der Publieke Werken. Deze tunnel werd echter gebouwd onder de zuidelijke baan van de Rijksweg 10 / Ringweg-Zuid en onder de Schiphollijn, die onder beheer zijn van Rijkswaterstaat.
Na het besluit in 1975 om na voltooiing van de Oostlijn geen nieuwe metrolijnen meer aan te leggen, werd de tunnel toch gebouwd, en het traject met de onderdoorgang kreeg de bijnaam Amstelveenboog. De tunnel bleef na de bouw meer dan 10 jaar ongebruikt. Na het besluit tot aanleg van sneltramlijn 51 werd deze ontdaan van groen dat in de loop der jaren in de tunnel was gegroeid. In 1990 kwam de tunnel in gebruik voor sneltramlijn 51 en tramlijn 5 tussen Station Zuid en Amstelveen.
Volgens de oorspronkelijke plannen zou lijn 5 via de Strawinskylaan rijden. Omdat deze lijn een halte tussen de perrons van lijn 51 op Station Zuid kreeg, werd deze ook door de tunnel geleid. Het bouwwerk was inclusief paalfundering van gewapend beton. 
Op 1 mei 2008 verdween tramlijn 5 uit de tunnel om op het hooggelegen station plaats te maken voor de bouwwerkzaamheden voor metrolijn 52. Lijn 5 werd (alsnog) verlegd over de Strawinskylaan en Parnassusweg naar de Buitenveldertselaan, met een nieuwe tramhalte onder het spoorwegviaduct.
Ten zuiden van de tramtunnel vond in de loop der jaren een aantal ongevallen plaats met voetgangers en fietsers. Deze verkeersdeelnemers zagen bij de oversteekplaats met name de sneltrams nauwelijks aankomen, terwijl de sneltrambestuurder dacht dat hij of zij een vrije baan had. De overgang kreeg na verloop van tijd het uiterlijk van een spoorwegovergang, echter zonder spoorwegbomen.
Op 3 maart 2019 viel het doek voor de tunnel. In verband met werk aan het Zuidasdok werd aan de westkant van Station Amsterdam Zuid gewerkt aan de nieuwe Brittenpassage. De gehele Amstelveenboog moest daarvoor wijken; de tunnel werd ontmanteld en de overgebleven ruimte opgevuld met aarde. Ten oosten van Station Zuid blijft nog wel een metrobrug in de buurt liggen, de Parnassuswegmetrobrug.
Ter vervanging van Sneltramlijn 51 kwam er een metrolijn 51, die werd verlegd naar de Isolatorweg.
Tramlijn 5 (en van 27 mei 2019 t/m 6 november 2020 ook lijn 6) bleven naar Amstelveen rijden over het tracé via de Strawinskylaan en Parnassusweg.
Het restant van de ontmantelde tunnel verdween op 1 juni 2020 na werkzaamheden onder de zuidelijke spoorbaan 

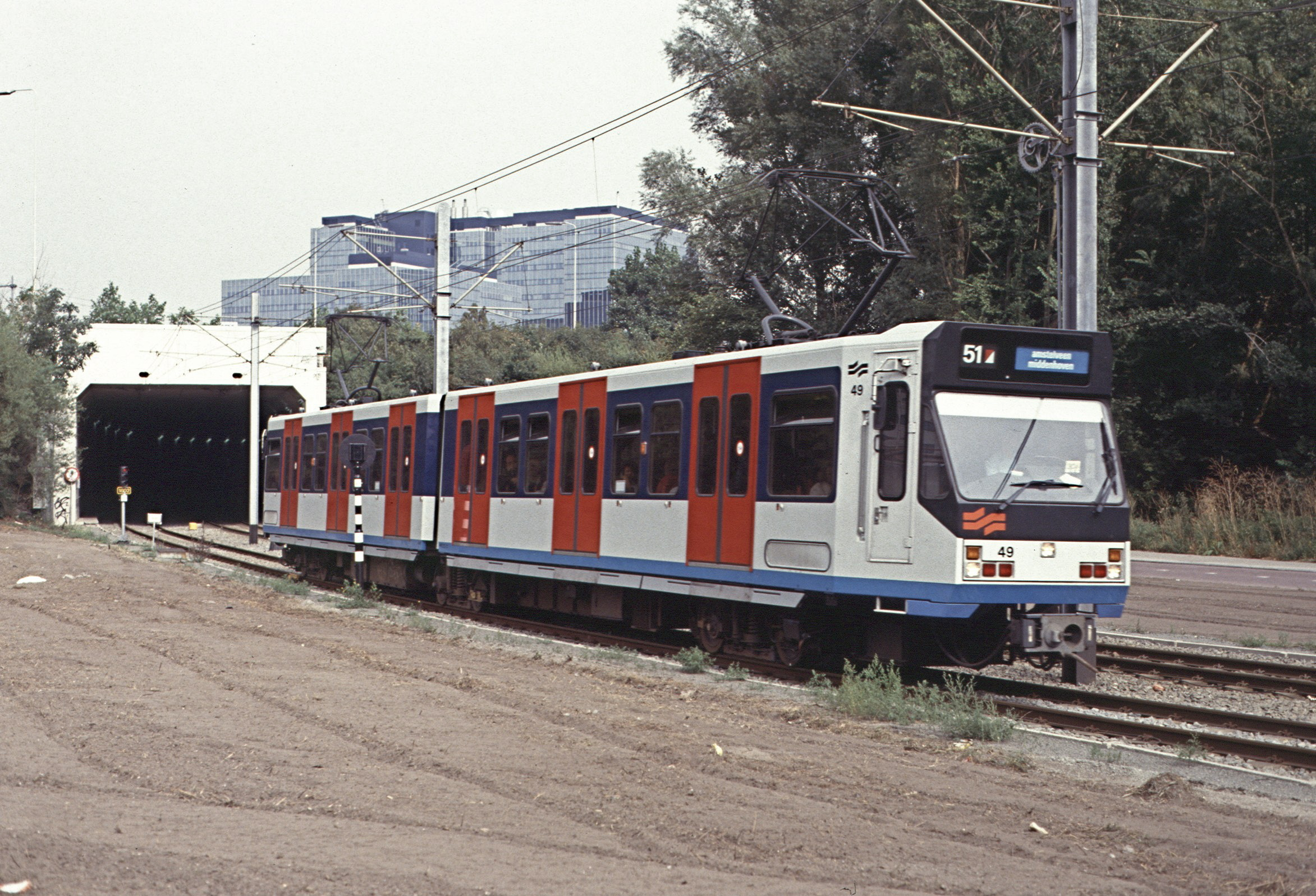
Brug 1631 in betere tijden; kort na de ingebruikname; 1991.

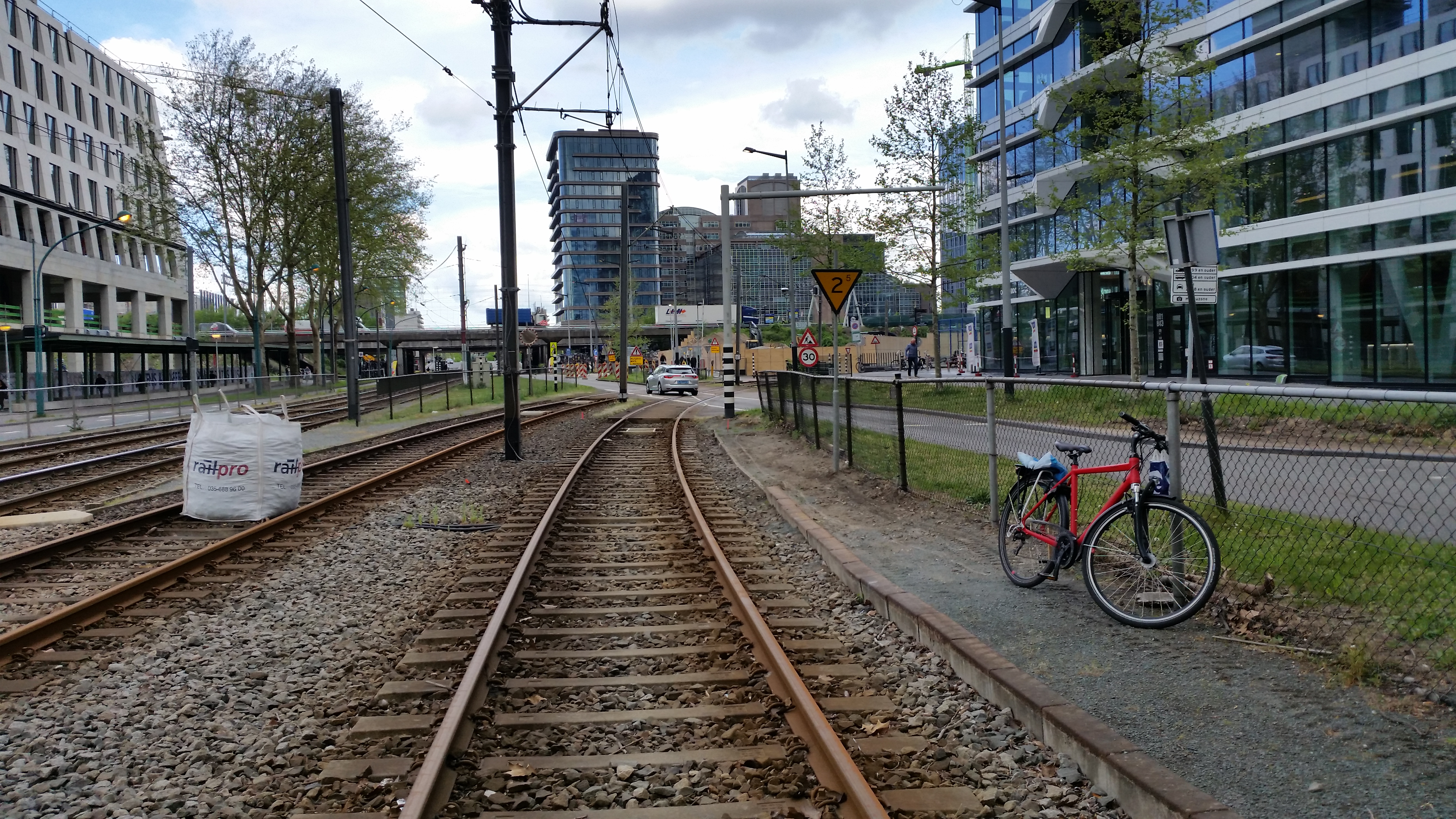
Amstelveenboog van de Parnassusweg richting tunnel buiten gebruik; april 2019

en autorijbaan.
<<< · 1601 · 1602 · 1603 · 1604 · 1605 · 1606 · 1607 · 1608 · 1609 · 1610 · 1611 · 1612 · 1613 · 1614 · 1615 · 1616 · 1617 · 1618 · 1619 · 1620 · 1621 · 1622 · 1623 · 1624 · 1625 · 1626 · 1627 · 1629 · 1630 · 1633 · 1634 · 1635 · 1636 · 1637 · 1638 · 1639 ·  1640 · 1641 · 1642 · 1643 · 1644 ·  1645 · 1646 · 1647 · 1648 · 1649 · 1650 · 1651 · 1652 · 1653 · 1654 · 1655 · 1656 · 1657 · 1658 · 1659 · 1660 · 1661 · 1662 · 1663 · 1664 · 1695 · 1696 · 1697 · >>>
Brugnummers  1600, 1628, 1632, 1665-1694, 1698, 1699 zijn niet vergeven. Brug 1631 is in 2019 gesloopt.